# Château de Cesny-aux-Vignes
Le château de Cesny-aux-Vignes est une demeure qui se dresse sur le territoire de la commune française de Cesny-aux-Vignes dans le département du Calvados, en région Normandie.
Le château est partiellement protégé aux monuments historiques.

## Localisation
Le château est situé à l'est de la commune de Cesny-aux-Vignes, commune à la jonction du pays d'Auge et de la Plaine de Caen, près de la route départementale no 47, dans le département français du Calvados.

## Historique
Le château est élevé vers 1765 par Joseph de Matharel, gouverneur des villes et châteaux de Honfleur, Pont-l'Évêque et du pays d'Auge.
Le bâtiment des communs est daté du XVIIe siècle. Le château date des XVIIIe et XIXe siècles.

## Description
Le château vaut surtout pour son avant-corps qui arbore de remarquables sculptures rocailles : clés ornées de masques, panneaux chargés de bas-reliefs symbolisant les quatre éléments avec un large fronton sculpté d'attributs militaires.

## Protection aux monuments historiques
Au titre des monuments historiques :
- les façades et les toitures font l'objet d'un classement par arrêté du 24 octobre 1977 ;
- les façades et les toitures des communs font l'objet d'une inscription par arrêté à la même date.